# Back Street Girls
Back Street Girls (バックストリートガールズ Bakku Sutorīto Gāruzu?), también conocida como Back Street Girls: Gokudolls, es una serie de manga escrita e ilustrada por Jasmine Gyuh. Fue serializada en la revista Young Magazine de la editorial Kōdansha entre el 16 de marzo de 2015 y el 15 de septiembre de 2018, siendo recopilada en doce volúmenes tankōbon. Una adaptación a serie de anime producida por J.C.Staff fue estrenada el 3 de julio de 2018 por BS11. El anime es dirigido por Chiaki Kon, cuenta con guion de Susumu Yamakawa, música de Gesshoku Kaigi y dirección de sonido por Jin Aketagawa.

## Argumento
Kentarō Yamamoto, Ryō Tachibana y Kazuhiko Sugihara son tres yakuza que tras decepcionar a su jefe les son dadas dos opciones por este: cometer un suicidio honorable o ir a Tailandia para someterse a una cirugía de reasignación de sexo y así convertirse en idols femeninos. Después de un espantoso año entrenando para convertirse en idols, el trío, ahora llamados Airi, Mari y Chika, hacen su debut en el mundo del espectáculo como las Goku Dolls. Para su gran consternación, el grupo se vuelve uno muy popular. 

## Personajes

### Goku Dolls
Airi Yamamoto (山本 アイリ Yamamoto Airi?) / Kentarō Yamamoto (山本 健太郎 Yamamoto Kentarō?)
Voz por: Yūka Nukui, Daisuke Ono
Es la líder de las Goku Dolls. Fue criada por su abuelo debido al abandono de sus padres. Por esa misma razón, aprecia la conexión con sus amigos más que nada, principalmente con las Goku Dolls.
Mari Tachibana (立花 マリ Tachibana Mari?) / Ryō Tachibana (立花 リョウ Tachibana Ryō?)
Voz por: Kaori Maeda, Satoshi Hino
Mari ocupa el rol de la misteriosa y fría del grupo. Constantemente se le ve bebiendo whisky y es quien más problemas tiene para adaptarse a su vida como idol. Le molesta que Chika actúe de forma femenina.
Chika Sugihara (杉原 チカ Sugihara Chika?) / Kazuhiko Sugihara (杉原 和彦 Sugihara Kazuhiko?)
Voz por: Hikaru Akao, Kazuyuki Okitsu
La más predispuesta del grupo y quien más se ha adaptado con su nuevo rol como mujer. 
Rina (リナ?) / George (ジョージ?)
Voz por: Minami Takahashi, Shinji Kawada
Es la nueva integrante del grupo. George, también llamado Jōji por las Goku Dolls, nació en los barrios bajos de Nueva York y era miembro de la mafia italiana God Money, pero tras fallarle a su jefe sufre el mismo destino que las Goku Dolls. Es enviado a Japón para ser aprendiz de las Goku Dolls y finalmente termina por convertirse en miembro de dicho grupo.
Yui Nakamura (中村 結衣 Nakamura Yui?)
Voz por: Ayumi Mano
Es una miembro aprendiz de las Goku Dolls. Yui es la única mujer del grupo y no sabe que los demás miembros de este solían ser hombres.  Debido a que soñaba con unirse a las Goku Dolls, escapó de su hogar en Aomori y viajó hasta Tokio con dicho propósito, pidiéndoselo personalmente a Inugane.

### Otros
Kimanjirō Inugane (犬金 鬼万次郎 Inugane Kimanjirō?)
Voz por: Keiji Fujiwara
Es el jefe de la familia yakuza Inugane y productor de las Goku Dolls. Instó a sus subordinados a convertirse en idols porque piensa que los grupos idols hacen mucho dinero. Está casado con Natsuko Tanaka.
Mandarin Kinoshita (木下 マンダリン Kinoshita Mandarin?)
Voz por: Jun'ichi Suwabe
Un productor musical que ha lanzado a la fama a numerosos idols. Se interesa en las Goku Dolls y se propone a convertirlas en idols decentes, sin saber que solían ser yakuzas y creyendo que solo son ex-delincuentes. El trío termina por idolatrarlo porque se asemeja a Nagata, un senpai que admiran.
Kōji Nagata (長田 耕史 Nagata Kōji?)
Voz por: Yasuhiro Mamiya
Es un senpai a quien el trío idolatra. Salió de prisión tras cumplir con su condena.
Kimura (木村?)
Voz por: Natsuki Hanae
Es un miembro de los yakuza que fue asignado por Inugane como acompañante y guardaespaldas del trío. Chika y él (cuando todavía era hombre) solían llevarse bien y se consideraban hermanos; Kimura insiste en que aún le ve de esa forma. Es fanático de Chika.
Natsuko Tanaka (田中 なつ子 Tanaka Natsuko?)
Voz por: Kimiko Saitō
Es una popular cantante de enka y esposa de Inugane. De carácter fuerte y violento, odia profundamente a las idols y erróneamente cree que su marido estaba teniendo una aventura como una de las Goku Dolls, cuando en realidad es quien maneja el grupo. Eventualmente se une a la asociación de víctimas de las Goku Dolls. Es la única persona a quien Inugane le teme.

### Asociación de víctimas
Teppei Okamoto (岡本 鉄平 Okamoto Teppei?)
Voz por: Atsushi Ono
Es el presidente de la asociación de víctimas de las Goku Dolls. Solía ser el dueño de una tienda de tamago kake gohan, aunque en realidad se ganaba la vida lavando platos en un restaurante chino vecino. Su tienda fue cerrada tras una desastrosa visita de las Goku Dolls, lo que le llevó a formar un grupo de víctimas de las Goku Dolls junto con Yūko Murakami. 
Yūko Murakami (村上 裕子 Murakami Yūko?)
Voz por: Ayumi Tsunematsu
Es la vicepresidenta de la asociación de víctimas de las Goku Dolls. Su familia se desmoronó debido a que su esposo e hijo eran admiradores de Mari de las Goku Dolls, lo que también llevó a su eventual divorcio. Más adelante, comienza una relación con Teppei Okamoto.
Shinji Takemura (竹村 真治 Takemura Shinji?)
Voz por: Jun Fukushima
Un yakuza colega de las Goku Dolls que tras fallarle a Inugane, sufre el mismo destino que sus compañeros. Sin embargo, tras someterse a la cirugía de cambio de sexo, termina siendo rechazado por Inugane debido a que su apariencia no es grata. Comienza una relación con Tarō Iwamura.
Tarō Iwamura (竹村 真治 Tarō Iwamura?)
Voz por: Hisao Egawa
Un yakuza que es obligado por Inugane a someterse a una cirugía de aumento de senos tras golpear en la cara a las Goku Dolls. Se une a la asociación de víctimas de las Goku Dolls y comienza una relación con Takemura.

## Media

### Manga
El manga, escrito e ilustrado por Jasmine Gyuh, comenzó su serialización en la revista Young Magazine de Kōdansha el 16 de marzo de 2015 y finalizó el 15 de septiembre de 2018. El primer volumen tankōbon fue publicado el 6 de agosto de 2015, y en total se han recopilado doce volúmenes.

#### Lista de volúmenes
| N.º | Título       | Fecha de lanzamiento    | ISBN original          |
| --- | ------------ | ----------------------- | ---------------------- |
| 1   | «Volumen 1»  | 6 de agosto de 2015     | ISBN 978-4-06-382649-4 |
| 2   | «Volumen 2»  | 4 de diciembre de 2015  | ISBN 978-4-06-382711-8 |
| 3   | «Volumen 3»  | 4 de marzo de 2016      | ISBN 978-4-06-382742-2 |
| 4   | «Volumen 4»  | 6 de julio de 2016      | ISBN 978-4-06-382808-5 |
| 5   | «Volumen 5»  | 6 de octubre de 2016    | ISBN 978-4-06-382859-7 |
| 6   | «Volumen 6»  | 6 de febrero de 2017    | ISBN 978-4-06-382903-7 |
| 7   | «Volumen 7»  | 2 de mayo de 2017       | ISBN 978-4-06-382963-1 |
| 8   | «Volumen 8»  | 6 de septiembre de 2017 | ISBN 978-4-06-510151-3 |
| 9   | «Volumen 9»  | 6 de diciembre de 2017  | ISBN 978-4-06-510541-2 |
| 10  | «Volumen 10» | 6 de marzo de 2018      | ISBN 978-4-06-511078-2 |
| 11  | «Volumen 11» | 6 de junio de 2018      | ISBN 978-4-06-511761-3 |
| 12  | «Volumen 12» | 4 de enero de 2019      | ISBN 978-4-06-514159-5 |

### Anime
Una adaptación a serie de anime fue anunciada el 4 de diciembre de 2017 en la Young Magazine. La serie es producida por J.C.Staff y dirigida por Chiaki Kon; su transmisión comenzó el 3 de julio de 2018. Cuenta con guion de Susumu Yamakawa y banda sonora compuesta por Gesshoku Kaigi. El tema de apertura es Gokudolls Music compuesto por Masayoshi Ōishi e interpretado por el reparto femenino principal (Yūka Nukui, Kaori Maeda y Hikaru Akao) bajo el nombre de Gokudolls Nijigumi.